# Идиот (телесериал, 2003)
«Идио́т» («Идіотъ») — российский драматический телесериал режиссёра Владимира Бортко, снятый по одноимённому роману Фёдора Достоевского.
Телесериал «Идиот» состоит из десяти серий, был произведён в 2003 году кинокомпанией «Студия 2-Б-2 интертейнмент» по заказу телеканала «Россия».

## Сюжет
Князь Лев Николаевич Мышкин (Евгений Миронов) после длительного лечения в психиатрической клинике Швейцарии возвращается в Санкт-Петербург. В поезде он знакомится с Парфёном Рогожиным (Владимир Машков), сыном богатого купца, унаследовавшим после его смерти огромное состояние.
На первых порах князь ищет помощи и приюта в доме своей дальней родственницы генеральши Лизаветы Прокофьевны Епанчиной (Инна Чурикова). Генерал (Олег Басилашвили) встречает Мышкина весьма любезно и отрекомендовывает жене, которая знакомит его со своими дочерьми Александрой (Анастасия Мельникова), Аделаидой (Росина Цидулко) и Аглаей (Ольга Будина).
Интрига закручивается вокруг запланированного брака Настасьи Филипповны (Лидия Вележева) и Гани Иволгина (Александр Лазарев-младший), секретаря генерала Епанчина.
Настасья Филипповна, оказавшаяся на содержании богатого сластолюбца Тоцкого, который её обольстил в подростковом возрасте, будучи её опекуном, в душе считает себя «падшей женщиной». Ганя, пытаясь вырваться из своего положения парвеню, намеревается «жениться на деньгах» (отступных Тоцкого).
Судьба Настасьи Филипповны, трагическая и ужасная одновременно, крайне интересует князя. Все вокруг этой женщины как будто сходят с ума и заражаются друг от друга страстью к ней. Не избегает этой участи и Мышкин. Всё осложняется тем, что Аглая Епанчина решает, что любит князя и готова сражаться с соперницей за эту любовь.
Тонкий и душевный князь Мышкин — своеобразный катализатор лучшего в душах всех встреченных им в Петербурге людей, тем не менее, к лучшему ничего изменить не может.
История завершается трагически — Настасья Филипповна погибает от рук Рогожина, страшно ревнующего её к остальным мужчинам, а князь Мышкин, не выдержав всего этого, снова впадает в безумие и оказывается на лечении в Швейцарии, где его навещает Лизавета Прокофьевна.

## В ролях
- Евгений Миронов — князь Мышкин
- Владимир Машков — Парфён Рогожин
- Лидия Вележева — Настасья Филипповна
- Ольга Будина — Аглая Епанчина
- Инна Чурикова — генеральша Лизавета Прокофьевна Епанчина
- Олег Басилашвили — генерал Епанчин
- Владимир Ильин — Лебедев
- Александр Лазарев — Ганя Иволгин
- Андрей Смирнов — Тоцкий
- Анастасия Мельникова — Александра Епанчина
- Росина Цидулко — Аделаида Епанчина
- Сергей Мучеников — лакей Епанчиных
- Алексей Петренко — генерал Иволгин
- Михаил Боярский — Келлер
- Лариса Малеванная — генеральша Иволгина
- Мария Киселёва — Варвара Иволгина
- Михаил Аракчеев — Коля Иволгин
- Борис Бирман — Птицын
- Константин Воробьёв — Фердыщенко
- Наталья Михайлова — Вера Лебедева
- Владимир Колганов — Докторенко
- Александр Домогаров — Евгений Павлович Радомский
- Ромуальд Макаренко — князь Щербатов (озвучивает Артур Ваха)
- Евгений Семёнов — Ипполит
- Олег Велединский — Антип Бурдовский
- Сергей Кудрявцев — приятель Келлера
- Наталья Круглова — Дарья Алексеевна
- Ирина Основина — экономка
- Татьяна Журавлёва — мать Рогожина
- Сергей Русскин — слуга
- Александр Маскалин — капитан Моловцев
- Сергей Гейбах — офицер
- Вадим Лобанов — Иван Петрович
- Лев Елисеев — Николай Петрович
- Галина Карелина — княгиня Белоконская
- Фёдор Копосов — дворник
- Владимир Бортко — крестьянин (нет в титрах)

## Съёмочная группа
- Автор сценария и режиссёр-постановщик — Владимир Бортко
- Оператор — Дмитрий Масс
- Художник — Владимир Светозаров, Марина Николаева
- Композитор — Игорь Корнелюк
- Визуальные эффекты: студия «Бегемот»

## Критика
Киновед Сергей Кудрявцев в своём ЖЖ оценивая около 100 российских сериалов 2000-х годов, поставил сериалу — единственному — самую высокую оценку в 7,5 балла из 10 возможных

## Призы и награды
- 2003 — семь премий «ТЭФИ» в номинациях: «за лучший художественный телефильм»; «исполнитель мужской роли в телевизионном фильме/сериале» (Е. Миронов); «исполнительница женской роли в телевизионном фильме/сериале» (И. Чурикова); «художник-постановщик» (В. Светозаров, М. Николаева); «эфирный промоушн канала» (анонсы); «продюсер» (В. Тодоровский); «режиссёр телевизионного художественного/документального фильма/сериала» (В. Бортко).
- 2003 — Премия «Золотой орёл» в категориях: «лучший игровой телевизионный фильм», «лучшая мужская роль» (Е. Миронов), «лучшая женская роль второго плана» (И. Чурикова). Номинация на премию «Золотой орёл» в категории «лучшая женская роль второго плана» (О. Будина), «лучшая мужская роль второго плана» (В. Ильин).
- 2004 — приз в номинации «Народный рейтинг. Телесериалы» на РКФ «Виват кино России», СПб.
- 2004 — приз за лучшую мужскую роль в категории «драма» (Е. Миронов) — МТФ в Монте-Карло.
- 2004 — премия А. И. Солженицына «За вдохновенное прочтение романа „Идиот“, вызвавшее народный отклик и воссоединившее современного читателя с русской классической литературой в её нравственном служении».